# F5 (hudební skupina)
F5 je americká heavymetalová skupina původem z Arizony. Jejími členy jsou mj. baskytarista Megadeth, Dave Ellefson, a bývalý bubeník Megadeth, Jimmy DeGrasso.

## Historie

### Vznik
Před vznikem kapely byl Dave Ellefson baskytaristou thrash metalové skupiny Megadeth, která však byla v roce 2002 rozpuštěna kvůli zranění ruky, které utrpěl frontman Dave Mustaine. Ellefson založil nejprve kapelu s názvem Lifted, kde potkal kytaristu Steva Conleyho a bubeníka Dava Smalla. Když se k nim připojili kytarista John Davis a zpěvák Dale Steele, vznikli F5.

### Debutové album
V roce 2005 vydali F5 své debutové album, A Drug For All Seasons- Jeho producentem byl Ryan Greene, který dříve spolupracoval s Megadeth, Bad Religion a NOFX. Deska vyšla celosvětově pod vydavatelstvími JVC (Asie), Mascot (Evropa) a Cleopatra Records (Severní Amerika). Skupina se za účelem propagace alba vydala na turné, při kterém mj. hrála jako předkapela Staind na Jägermeister Music Tour v roce 2006. Premiéra videoklipu k písni Dissidence byla promítána na americké hudební televizní stanici MTV. Skladba se později objevila i na kompilačním CD s názvem Unleashed 3.
V březnu roku 2013 bylo album exkluzivně znovu vydáno na iTunes, s bonusovou skladbou „Sleeping Giants“.

### The Reckoning
V roce 2008 vyšlo druhé studiové album skupiny, The Reckoning. Pozice bubeníka se po Smallově odchodu v roce 2007 ujal bývalý spoluhráč Ellefsona z Megadeth, Jimmy DeGrasso; producentem zůstal Ryan Greene. Album vyšlo prostřednictvím OarFin Distribution.
K titulní skladbě kapela nahrála videoklip, později vznikl další ke coververzi písně „Nailed To The Gun“ od skupiny Fight.

### Budoucnost
V roce 2010 oznámili Megadeth na své oficiální stránce, že se Dave Ellefson opět stal jejich členem. Osud F5 tak zůstal nejistý. Již o rok dříve se Jimmy DeGrasso opět stal členem skupiny Alice Coopera, a v květnu 2013 se Steve Conley stal členem skupiny Flotsam And Jetsam.

## Diskografie

### Studiová alba
- A Drug For All Seasons
- The Reckoning

### Videoklipy, živá videa
- LIVE For All Seasons
- Dissidence
- The Reckoning
- Nailed To The Gun

## Sestava
Současní členové
- Dale Steele – zpěv (2003 – současnost)
- Steve Conley – kytara (2003 – současnost)
- John Davis – kytara (2003 – současnost)
- Dave Ellefson – baskytara (2003–2010)
- Jimmy DeGrasso – bicí (2007–2010)

Bývalí členové
- Dave Small – bicí (2003–2007)